# Ordres de grandeur de durée
Pour un article plus général, voir Ordre de grandeur.
Cet article présente une comparaison des ordres de grandeur de temps, à prendre au sens de durée.

## Exemples de valeur de temps en secondes
| Durée (s) | Multiple                                 | Symbole | Unités usuelles                           | Exemples | Ordres de grandeur     |
| --------- | ---------------------------------------- | ------- | ----------------------------------------- | --- | ---------------------- |
| 10−44     |                                          |         |                                           | - Temps de Planck, la plus petite durée théoriquement mesurable : tP ≈ 5,391 24(27) × 10−44 s | 10−44 s                |
| 10−30     | 1 quectoseconde                          | qs      |                                           | | 1 qs, 10 qs, 100 qs    |
| 10−27     | 1 rontoseconde                           | rs      |                                           | | 1 rs, 10 rs, 100 rs    |
| 10−25     | 100 rontosecondes                        |         |                                           | - 3 × 10−25 s : durée de vie moyenne des bosons W et Z. |                        |
| 10−24     | 1 yoctoseconde                           | ys      |                                           | - 0,5 × 10−24 s : durée de vie théorique du quark top | 1 ys, 10 ys, 100 ys    |
| 10−22     | 100 yoctosecondes                        |         |                                           | - 0,91 × 10−22 s : demi-vie du 4Li. - Durée de vie d'une paire électron-positron spontanée : Δt ≤ 6,6 × 10−22 s. |                        |
| 10−21     | 1 zeptoseconde                           | zs      |                                           | - 2 × 10−21 s : demi-vie du 10Li. | 1 zs, 10 zs, 100 zs    |
| 10−20     | 10 zeptosecondes                         |         |                                           | - 0,7 × 10−20 s : demi-vie (de présence) du neutron externe de 9He. - 1,7 × 10−20 s : période approchée du rayonnement électromagnétique à la limite entre les rayons gamma et les rayons X. |                        |
| 10−19     | 100 zeptosecondes                        |         |                                           | - 3 × 10−19 s : période typique des rayons X. - 2,47 × 10−19 s : la plus petite durée[Quoi ?] jamais mesurée (en 2020)[réf. nécessaire] |                        |
| 10−18     | 1 attoseconde                            | as      |                                           | - ~1 as : durée de la plus courte impulsion lumineuse jamais générée (prix Nobel 2023) - 10−18 s : temps nécessaire à la lumière pour parcourir la distance de trois atomes d'hydrogène. | 1 as, 10 as, 100 as    |
| 10−16     | 100 attosecondes                         |         |                                           | - ~ 2 × 10−16 s : demi-vie du 8Be, durée caractéristique pour la réaction triple alpha de la synthèse du carbone et des éléments lourds dans les étoiles. - ~ 0,5 × 10−16 s : la plus courte impulsion jamais créée d'un faisceau laser (en 2023). |                        |
| 10−15     | 1 femtoseconde                           | fs      |                                           | - 1,30 × 10−15 s : période d'une onde lumineuse d'une longueur d'onde de 390 nm, limite entre les ultraviolets et la lumière visible. - 2,57 × 10−15 s : période d'une onde lumineuse d'une longueur d'onde de 770 nanomètres, limite entre la lumière visible et les infrarouges proches. | 1 fs, 10 fs, 100 fs    |
| 10−13     | 100 femtoseconde                         |         |                                           | - 10−13 s : durée nécessaire à la lumière pour parcourir une longueur équivalente à l'épaisseur d'un cheveu humain. - 2 × 10−13 s : durée des réactions chimiques les plus rapides, telles que la réaction des pigments de l'œil à la lumière. - 3 × 10−13 s : durée d'une vibration des atomes d'une molécule d'iode. |                        |
| 10−12     | 1 picoseconde                            | ps      |                                           | - 10−12 s : demi-vie d'un quark bottom. - 1,66 × 10−12 s : durée de commutation des transistors les plus rapides (en 2005). - 3,3 × 10−12 s : durée requise à la lumière pour parcourir 1 mm. | 1 ps, 10 ps, 100 ps    |
| 10−11     | 10 picosecondes                          |         |                                           | - 10−11 s : après le Big Bang, séparation de la force électromagnétique et des autres interactions élémentaires. |                        |
| 10−10     | 100 picosecondes                         |         |                                           | - 1,087 827 757 × 10−10 s : période de la radiation correspondant à la transition entre les deux niveaux hyperfins de l'état fondamental de l'atome de césium 133 (utilisée dans la définition de la seconde). - 3,3 × 10−10 s : temps mis par un processeur standard à 3,0 GHz pour additionner deux entiers. |                        |
| 10−9      | 1 nanoseconde                            | ns      |                                           | - 10−9 s : période d'un signal de fréquence 1 GHz, onde radio de longueur d'onde 0,3 m - 3,335 640 951 × 10−9 s : temps nécessaire à la lumière pour parcourir un mètre dans le vide (c’est-à-dire en 1/299 792 458 de seconde, par définition du mètre). | 1 ns, 10 ns, 100 ns    |
| 10−8      | 10 nanosecondes                          |         |                                           | - 10−8 s : période d'un signal de fréquence 100 MHz, onde radio de longueur d'onde 3 m (VHF, FM). - 1,24 × 10−8 s : demi-vie des kaons K+ et K−. - 2 à 4 × 10−8 s : durée des réactions de fusion dans une bombe à hydrogène. |                        |
| 10−7      | 100 nanosecondes                         |         |                                           | - 10−7 s : période d'un signal de fréquence 10 MHz, onde radio de longueur d'onde 30 m (ondes courtes). |                        |
| 10−6      | 1 microseconde                           | µs      |                                           | - 10−6 s : période d'un signal de fréquence 1 MHz, onde radio de longueur d'onde 300 m (moyenne fréquence). - 10−6 s : durée d'un flash d'un stroboscope commercial à très haute vitesse. - 2 × 10−6 s : durée de vie d'une particule de muonium. - 3,335 640 95 × 10−6 s : durée nécessaire à la lumière pour parcourir 1 kilomètre dans le vide. | 1 µs, 10 µs, 100 µs    |
| 10−5      | 10 microsecondes                         |         |                                           | - 10−5 s : période d'un signal de fréquence 100 kHz, onde radio de longueur d'onde 3 km. - 2,08 × 10−5 s : période d'échantillonnage d'un signal audio avec 48 000 échantillons par seconde. - 2,27 × 10−5 s : période d'échantillonnage pour un CD audio (44 100 échantillons par seconde). - 3,3 × 10−5 s : période de la plus haute fréquence audible (30 kHz). - 3,8 × 10−5 s : décalage de l'horloge des satellites GPS par effets relativistes (compensé par synchronisation des horloges). |                        |
| 10−4      | 100 microsecondes                        |         |                                           | - 10−4 s : période d'un signal de fréquence 10 kHz, onde radio de longueur d'onde 30 km. - 1,25 × 10−4 s : période d'échantillonnage d'un signal audio pour une transmission par le réseau de téléphone filaire (8 000 échantillons par seconde). - 2,4 × 10−4 s : demi-vie du copernicium 277. - 2,5 × 10−4 s : période du son audible le plus aigu dans un téléphone (4 kHz). |                        |
| 10−3      | 1 milliseconde                           | ms      |                                           | - 10−3 s : période d'un signal de fréquence \|1 kHz. - 10−3 s : durée d'un flash standard d'appareil photo. - 1,000 692 286 × 10−3 s : durée requise par la lumière pour voyager de 300 km dans le vide. - 2 × 10−3 s : demi-vie du hassium 265. - 2,27 × 10−3 s : période du la3 en musique (440 Hz). - 3 × 10−3 s : battement d'ailes d'une mouche. - 3,4 × 10−3 s : demi-vie du meitnérium 266. - 5 × 10−3 s : battement d'ailes d'une abeille. | 1 ms, 10 ms, 100 ms    |
| 10−2      |                                          |         |                                           | - 0,8 × 10−2 s : vitesse d'obturation photographique pour un temps de pose de 1/125 s. - 0,9 × 10−2 s : temps de recherche typique pour un disque dur à 7 200 tr/min. - 10−2 s : 10 millisecondes. - 10−2 s : période d'un signal de fréquence 100 Hz. - 1,67 × 10−2 s : période d'un courant alternatif de fréquence 60 Hz. - 2,00 × 10−2 s : période d'un courant alternatif de fréquence 50 Hz. - 3,3 × 10−2 s : période du son audible le plus grave (30 Hz). - 3 à 10 × 10−2 s : ping typique d'une connexion ADSL. |                        |
| 10−1      |                                          |         |                                           | - 0,3 à 1 × 10−1 s : ping typique d'une connexion ADSL. - 10−1 s : 100 millisecondes, 0,1 seconde. - 10−1 s : période d'un signal de fréquence 10 Hz. - 10−1 s : clignement d'œil. - 10−1 s : temps de réaction d'un être humain. - 1,02 × 10−1 s : demi-vie du bohrium 262. - 1,34 × 10−1 s : temps nécessaire à la lumière pour parcourir une distance équivalente au tour de la Terre à l'équateur. - 2 à 6,7 × 10−1 s : temps dans la musique dance. |                        |
| 100       | 1 seconde                                | s       | 1 minute = 60 s                           | - 0,840 × 100 s : demi-vie du lithium 8. - 100 s : 1 seconde. - 100 s : période approximative d'un cycle cardiaque humain. - 1,26 × 100 s : temps mis par la lumière pour parcourir une distance équivalente à celle séparant la Terre et la Lune. - 2 × 100 s : en France, temps minimal devant séparer deux véhicules en mouvement au passage en un point (détermine la distance de sécurité). - 2,01 × 100 s : période d'un pendule pesant de 1 mètre de long (en faisant l'hypothèse d'isochronisme des petites oscillations, pour une accélération de la pesanteur g = 9,81 m s−2). | 1 s, 10 s, 100 s       |
| 101       | 10 secondes                              | 10 s    |                                           | - 0,6 × 101 s : 6 s, temps de retard moyen du Shinkansen japonais pour l'année 2003. - 0,958 × 101 s : 9,58 s, record du monde du 100 m homme réalisé en 2009 par Usain Bolt. - 101 s : 10 secondes. - 2,7 × 101 s : 27 s, demi-vie du dubnium 261. - 3,0 × 101 s : 30 s, demi-vie du seaborgium 266. - 3,0 × 101 s : 30 s, demi-vie du flérovium 289. - 3,4 × 101 s : 34 s, demi-vie du dubnium 262. - 6,0 × 101 s : 60 s, une minute. |                        |
| 102       | 100 secondes                             | 100 s   |                                           | - 0,6 × 102 s : 60 s, une minute. - 0,61 × 102 s : 61 s, demi-vie du rutherfordium 261. - 0,864 × 102 s : 86,4 s, le millième (10−3) d'une journée, équivalent à 1 beat. - 102 s : 100 secondes, soit 1 minute et 40 secondes. - 1,02 × 102 s : 102 s (1 min 42 s), demi-vie du nobélium 253. - 1,80 × 102 s : 180 s (3 min), temps approximatif pour faire cuire des nouilles instantanées. - 3,15 × 102 s : 315 s (5 min 15 s), après le Big Bang, le premier noyau atomique se forme. - 5,00 × 102 s : 500 s (8 min 20 s), temps approximatif mis par la lumière pour effectuer le trajet entre la Terre et le Soleil.                                                                               |                        |
| 103       | 1 kiloseconde (16,7 minutes)             | ks      | 1 heure = 3 600 s 1 jour = 86 400 s       | - 0,886 × 103 s : 886 s (14 min 46 s), demi-vie des neutrons libres. - 103 s : 1 000 secondes, soit 16 minutes et 40 secondes. - 2,926 × 103 s : 2 926 s (48 min 46 s), retard du lever de lune d'un jour à l'autre. - 3,48 × 103 s : 3 480 s (58 min), demi-vie du nobélium 259. - 3,60 × 103 s : 3 600 s, une heure. - 4,44 × 103 s : 4 440 s (74 min), durée maximale originelle d'un disque compact. - 5,00 × 103 s : 5 000 s, soit 1 h 23 min 20 s. | 103 s, 104 s, 105 s    |
| 104       |                                          |         |                                           | - 104 s : 10 000 secondes, soit 2 heures, 46 minutes et 40 secondes. - 1,036 7 × 104 s : 10 367 s (2 h 52 min 59 s), record sur le trajet Londres-New York réalisé par le Concorde. - 1,987 2 × 104 s : 19 872 s (5,52 h), demi-vie de mendélévium 257. - 2,86 × 104 s : 28 600 s (8 h), une journée de travail dans certains pays occidentaux ; temps de sommeil journalier nécessaire à la majorité des personnes. - 3,6 × 104 s : 36 000 s (10 h), durée approximative d'une journée de travail dans l'ancienne Égypte, d'après la plus ancienne définition d'une heure. - 3,729 6 × 104 s : 37 296 s (10,36 h), demi-vie de l'erbium 165.                                                           |                        |
| 105       |                                          |         |                                           | - 0,861 64 × 105 s = 23 h 56 min 4 s, soit un jour sidéral, durée d'une rotation de la Terre sur son axe. - 0,864 00 × 105 s = 1 jour 24 heures, soit un jour solaire, temps (moyen) séparant deux passages consécutifs du Soleil au méridien d'un lieu. - 0,914 04 × 105 s = 25,39 h, soit la demi-vie du fermium 252. - 105 s = 100 000 secondes, soit 1 j 3 h 46 min 40 s. - 1,028 88 × 105 s = 102 888 secondes = 28,58 h, soit la demi-vie de l'erbium 160. - 2,592 × 105 s = 259 200 secondes = 3 jours, soit la demi-vie du fermium 253. - 4,32 × 105 s = 432 000 secondes = 5 jours, soit cinq jours ouvrés. - 4,830 624 × 105 s = 483 062,4 s = 5,591 jours, soit la demi-vie du manganèse 52. |                        |
| 106       | 1 mégaseconde (11,6 jours)               | Ms      | 1 mois = 2,6 Ms 1 année = 31,6 Ms         | | 106 s, 107 s, 108 s    |
| 109       | 1 gigaseconde (32 ans)                   | Gs      | 1 siècle = 3,16 Gs 1 millénaire = 31,6 Gs | - Longévité d'un être humain. - Âge de la plus vieille espèce végétale vivante. - Âge de l'apparition de l'écriture. - Âge de l'apparition de l'agriculture. | 109 s, 10 s, 1011 s    |
| 1012      | 1 téraseconde (32 000 ans)               | Ts      | 100 000 ans = 31,6 Ts                     | - Âge de la découverte du feu par les êtres humains. - Âge des premiers êtres humains. - Âge de la dernière ère glaciaire. | 1012 s, 1013 s, 1014 s |
| 1015      | 1 pétaseconde (32 millions d'années)     | Ps      |                                           | - Âge des premiers mammifères. - Âge des dinosaures. - Âge de la plus ancienne forme de vie sur Terre. - Âge de la Terre. | 1015 s, 1016 s, 1017 s |
| 1018      | 1 exaseconde (32 milliards d'années)     | Es      |                                           | - Âge de l'Univers. | 1018 s, 1019 s, 1020 s |
| 1021      | 1 zettaseconde (32 billions d'années)    | Zs      |                                           | | 1021 s, 1022 s, 1023 s |
| 1024      | 1 yottaseconde (32 billiards d'années)   | Ys      |                                           | | 1024 s, 1025 s, 1026 s |
| 1027      | 1 ronnaseconde (32 trillions d'années)   | Rs      |                                           | | 1027 s, 1028 s, 1029 s |
| 1030      | 1 quettaseconde (32 trilliards d'années) | Qs      |                                           | | 1030 s, 1031 s, 1032 s |

## Exemples de valeur de temps en années
| Nombre d'années | Abréviations | Appellations usuelles   |
| --------------- | ------------ | ----------------------- |
| 100             | -            | 1 année, 1 an           |
| 101             | -            | 1 décennie              |
| 102             | -            | 1 siècle                |
| 103             | -            | 1 millénaire, mille ans |
| 106             | 1 Ma         | 1 million d'années      |
| 109             | 1 Ga         | 1 milliard d'années     |

Les abréviations non SI, Ma et Ga, sont utilisées dans certaines publications scientifiques.